# Codonanthe gibbosa
Codonanthe gibbosa är en tvåhjärtbladig växtart som beskrevs av Rossini och Chautems. Codonanthe gibbosa ingår i släktet Codonanthe och familjen Gesneriaceae. Inga underarter finns listade i Catalogue of Life.